# Selenia vridobrunnea
Selenia vridobrunnea là một loài bướm đêm trong họ Geometridae.